# Maqellarë
Maqellarë (em macedônio/macedónio:  Макелара, Makelara ou Маќелари, Makjelari) é uma comuna (em albanês:  komuna) da Albânia localizada no distrito de Dibër, prefeitura de Dibër.